# Fastec
Fastec är ett byggföretag i Skellefteå. Företaget begärdes i konkurs i juli 2023.

## Historia
Byggnadsföretaget Lövgren & Wikström startade 1946. År 1962 ombildades verksamheten till aktiebolaget Alfred Lövgrens Byggnads AB. I början på 1970-talet tog grundarna söner över verksamheten som samtidigt utvecklade nya produkter och  utvecklade ett byggsystem för prefabricerade industribyggnader.
Den 1 september 1978 lades grunden för Fastec av bröderna Anders, Pähr och Mats Lövgren, samt Jan-Åke Karlsson, Anders Östlund och Lennart Ahlmström. Det senare Fastec bildades 1993. Idén var att erbjuda nyckelfärdiga, prefabricerade anläggningar genom en rikstäckande franchisekedja. Där Fastec Sverige bland annat erbjöd marknadsföring, offertarbete och inköp,  projektering, ekonomisk redovisning och produktutveckling medan franchisetagarna ansvarade för "lokal försäljning, byggande, lokala upphandlingar och uppföljning". Företaget specialiserade sig på byggen för handel, idrott och industri.
Företaget i Skellefteå hade 40 anställda i juni 2021. Två år senare hade företaget minskat till 12 anställda och i juli 2023 begärdes företaget i konkurs. Konkursen omfattade inte franchisetagarna. Även systerbolaget Fastec Service AB med 29 anställda 2023 undkom konkursen.

## Byggnadsverk
Fastec har bland annat byggt Balderhallarna (idrottsanläggningen vid Baldergymnasiet), Florahallen och Jula i Skellefteå. De var också en av två entreprenörer vid bygget av handelsområdet på Solbacken, Skellefteå.